# کوچیلیس پوسترانا
کوچیلیس پوسترانا (نام علمی: Cochylis posterana) نام یک گونه از تیره برگ‌پیچان است.